# Corrieshalloch Gorge

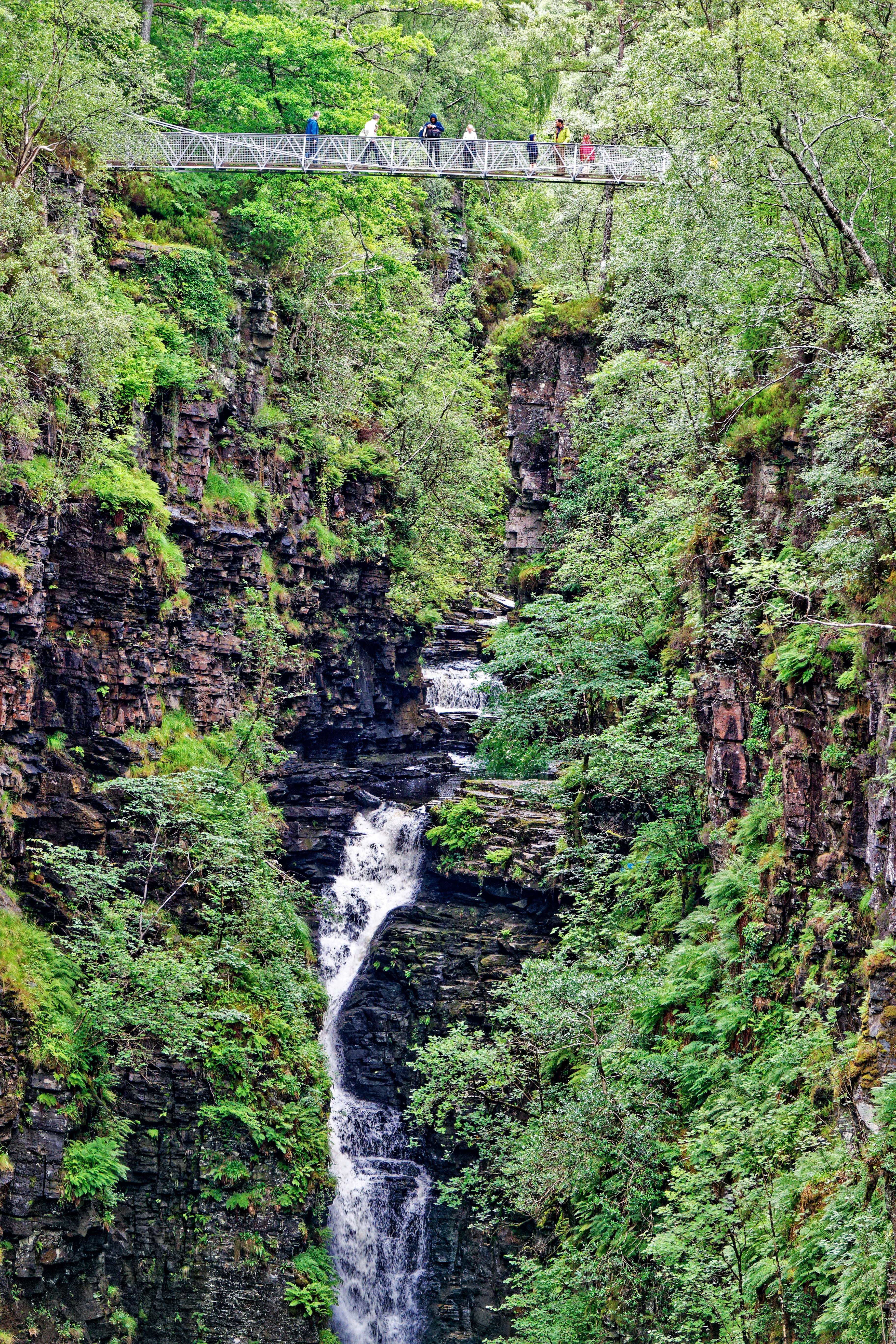
Wasserfall von Corrieshalloch Gorge von der Besucherplattform aus gesehen.

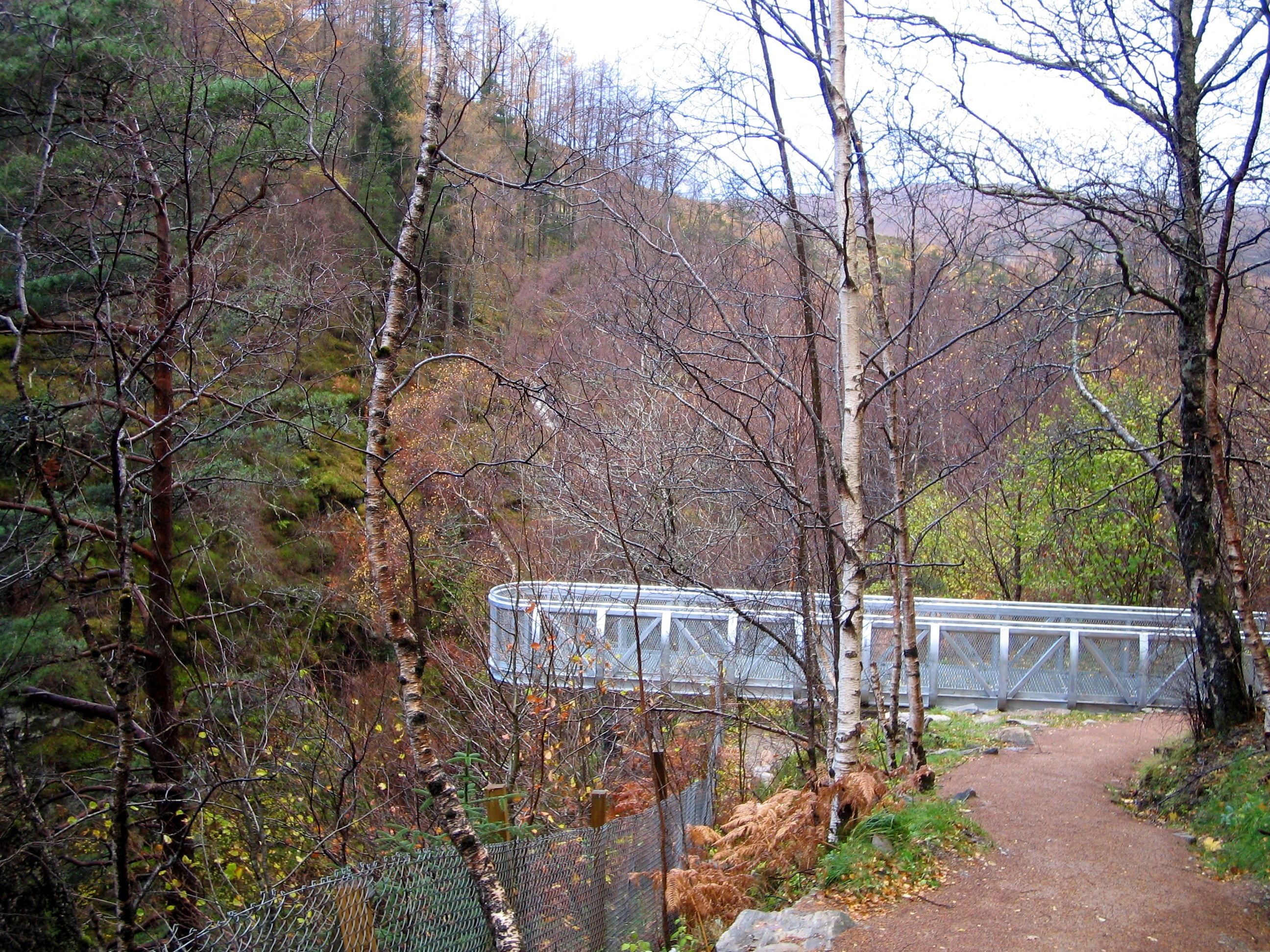
Besucherplattform im Corrieshalloch Gorge

Corrieshalloch Gorge oder Corrieshalloch Gorge National Nature Reserve ist eine Schlucht mit einer Länge von etwa 1,5 km, einer Tiefe von bis zu 60 m und an der oberen Seite teilweise nur 10 m breit. Sie liegt etwa 20 km südöstlich von Ullapool im Ross-shire im Council Area Highland in Schottland. Das Gebiet wird seit 1945 vom National Trust for Scotland betreut.

## Beschreibung
Corrieshalloch Gorge ist das von der Fläche kleinste National nature reserve in Schottland. Die Schlucht entstand, als Schmelzwasser der Eiszeitgletscher vor etwa 13.000 Jahren das weichere Gestein des Moine Thrust abtrugen und härteres Gestein stehen blieb. Unterhalb des etwa 45 m hohen Wasserfalls gibt es eine Fußgängerbrücke, die aber wegen baulicher Mängel und Abnutzungen gegenwärtig (2021) nicht genutzt werden kann. Zum Ersatz wurde eine Besucherplattform installiert, von der aus man einen guten Blick auf den Wasserfall hat.
Corrieshalloch Gorge ist auch ein Refugium für eine Vielzahl von Tieren. Alpen-Mosaikjungfer, Bussard, Buchfink, verschiedene Eidechsen, Steinadler, Gebirgsstelze, Raben, Zeisig, Baumläufer und viele andere haben hier eine Heimat.
Der National Trust for Scotland hat hier ein Programm gestartet, um invasive Pflanzen wie den pontischen Rhododendron oder den japanischen Staudenknöterich aus dem Ökosystem zu entfernen. Bedingt durch die extreme Landschaft kann dies nur mit großen Schwierigkeiten passieren, z. B. müssen Höhenkletterer eingesetzt werden.
2024 betrug die Besucherzahl etwa 84.000 Personen.